# الجبهة العربية لتحرير الأحواز
الجبهة العربية لتحرير الأحواز، تنظيم سياسي معارض للاحتلال الإيراني للأحواز العربية، تأسست الجبهة يوم 20 أبريل 1980 بعد مجزرة الأربعاء الأسود ليلتقي التنظيم مع كل القوى الثورية وحركات التحرر في جميع أنحاء العالم لمحاربة التخلف السياسي والثقافي والاقتصادي.
تسعى الجبهة العربية لتحرير الأحواز لاستعادة حقوق الشعب الأحوازي القانونية والمشروعة المغتصبة من قبل إيران منذ عام 1925 م، والدفاع عن النفس وفقا للقوانين والقرارات الدولية المنصوص عليها في هذا الصدد.

## البرنامج السياسي للجبهة العربية لتحرير الاحواز
- الجبهة تنظيم سياسي يلتقي مع كل القوى الثورية والحركات التحررية في العالم لمحاربة التخلف السياسي والثقافي والاقتصادي.
- تسعى الجبهة لاستعادة حقوق الشعب الاحوازي القانونية والمشروعة المغتصبة من قبل إيران، والدفاع عن النفس وفقا للقوانين والقرارات الدولية المنصوص عليها في هذا الصدد.
- تسعى الجبهة لإقامة مجتمع تقدمي من خلال تحرير الأرض والإنسان.
- الجبهة تؤمن بضرورة احترام القوميات والأعراق الأخرى في الأحواز ومساواتها في حقوق المواطنة.
- تسعى الجبهة لتعميق الصداقة والعمل السياسي المشترك مع جميع القوميات في إيران على أساس وحدة النضال المشترك ضد السياسات العنصرية والعرقية من قبل الحكومات الإيرانية المتعاقية.
- تؤمن الجبهة أن المراة نصف المجتمع ويجب أن تعطى الحق في المشاركة في بناء الدولة والمجتمع.
- الجبهة تؤمن بضرورة القضاء على جميع أنواع الاضطهاد والتمييز العنصري في العالم.
- تؤمن الجبهة في اقامة السلم الحقيقى والصداقة بين جميع شعوب العالم.
- تؤمن الجبهة بحق تقرير المصير لكل شعوب في العالم.
- الجبهة تؤمن بمبادئ حقوق الإنسان وتلتزم للقرارات الصادرة عن الأمم المتحدة والمنظمات الدولية التابعة لها في هذا الصدد.
- تؤمن الجبهة بضرورة مشاركة الشعب في اتخاذ القرارات من خلال الاستفتاء العام.
- الجبهة تلتزم بالقرارات الصادرة عن الجمعية العامة للأمم المتحدة.
- الجبهة تسعى لفتح مجالات الدراسة في مختلف بلدان العالم خصوصأ الدول العربية، لمختلف مراحل التعليم لضمان المستوى الثقافي لأبناء الأحواز، وكسر الحصار الثقافي المفروض من قبل السلطات الإيراني المتعاقبة.
- تحارب الجبهة وترفض كل أنواع الإرهاب، كما تحارب التطرف الديني والعرقي.
- الجبهة تؤمن بالسلام والحياة الحرة للشعب الأحواز وجميع شعوب العالم.
- الجبهة تكافح من أجل تجسيد العدالة الاجتماعية ومحاربة التخلف وتهميش المرأة في المجتمع، ولها الحق في المشاركة في جميع مجالات الحياة.
- أن الجبهة العربية لتحرير الاحواز تحمل شعار الكفاح حتى التحرير.